# وایسنبرون
وایسنبرون (به آلمانی: Weißenbrunn) یک شهر در آلمان است که در کروناخ واقع شده‌است. وایسنبرون ۳٬۰۹۱ نفر جمعیت دارد.